# Val-d'Orger
Val-d'Orger es una comuna nueva francesa situada en el departamento de Eure, de la región de Normandía.

## Historia
Fue creada el 1 de enero de 2017, en aplicación de una resolución del prefecto de Eure de 3 de agosto de 2016 con la unión de las comunas de Gaillardbois-Cressenville y Grainville, pasando a estar el ayuntamiento en la antigua comuna de Grainville.

## Demografía
| Gráfica de evolución demográfica de Val-d'Orger entre 1800 y 2013 |
|                                                                   |

Los datos entre 1800 y 2013 son el resultado de sumar los parciales de las dos comunas que forman la nueva comuna de Val-d'Orger, cuyos datos se han cogido de 1800 a 1999, para las comunas de Gaillardbois-Cressenville y Grainville de la página francesa EHESS/Cassini. Los demás datos se han cogido de la página del INSEE.

## Composición
| Comuna delegada           | Código INSEE | Población (2013) | Superficie (km²) | Densidad (hab./km²) |
| ------------------------- | ------------ | ---------------- | ---------------- | ------------------- |
| Gaillardbois-Cressenville | 27274        | 418              | 6.99             | 60                  |
| Grainville                | 27294        | 578              | 3.98             | 145                 |